# 兩性 (化學)
兩性（amphoteric）物質是既可跟酸反應、又能跟鹼反應的物质，其定義取決於酸和鹼的定義。

## 種類

#### 兩性
在布勞酸鹼理論，兩性（amphiprotic）分子或離子可供或受質子，如氨基酸和蛋白質有胺基（－NH₂）和羧酸（－CO₂H）基團，是兩性分子。水等可自電離的化合物都是兩性物。
- 水
  - 与酸：H₂O＋HCl　→　H₃O⁺＋Cl⁻
  - 与鹼：H₂O＋NH₃　→　NH₄⁺＋OH⁻
  - 水的离子积（25℃）：KW＝[H₃O⁺]×[OH⁻]＝1.0×10⁻¹⁴

#### 兩性電解質
兩性電解質（Ampholyte）是有酸性和鹼性官能團的兩性分子，例如氨基酸H₂N-RCH-CO₂H有鹼性基團NH₂和酸性基團CO₂H，在幾種結構間平衡：
H₂N-RCH-CO₂H＋H₂O　⇌　H₂N-RCH-CO₂⁻＋H₃O⁺　⇌　H₃N⁺-RCH-CO₂H＋OH⁻　⇌　H₃N⁺-RCH-CO₂⁻＋H₂O
在約莫中性的水溶液（酸鹼值約7），鹼性胺基多數受了質子，而羧酸基多數脫了質子，主要物種是內鹽H₃N⁺-RCH-CO₂⁻。平均電荷為〇的酸鹼值是分子的等電點。兩性電解質可用來建立穩定的酸鹼值梯度以用於等電位聚焦。

#### （氫）氧化物
氧化物的酸鹼取決於其氧化態。兩性氧化物跟不同酸鹼值的溶液有不同反應，可與酸又可與鹼反應成鹽和水，多為金屬氧化物。鈹、鈧、鉻、鋅、鋁、鎵、銦、錫、鉛等金屬可形成兩性（氫）氧化物，如氧化鋁、氧化鋅、一氧化鉛。這些反應可用來分開不同正離子，如鋅和錳。
|                  | 與酸                        | 與鹼                         |
| ---------------- | --------------------------- | ---------------------------- |
| 氫氧化鋁（簡式） | Al(OH)₃＋3HCl → AlCl₃＋3H₂O | Al(OH)₃＋NaOH → NaAl(OH)₄    |
| 二氧化釩         | VO₂＋2HCl → VOCl₂＋H₂O      | 4VO₂＋2NaOH → Na₂V₄O₉＋H₂O   |
| 氧化鋅           | ZnO＋2H⁺ → Zn²⁺＋H₂O        | ZnO＋2OH⁻＋H₂O → Zn(OH)₄²⁻   |
| 一氧化錫         | SnO＋2HCl ↔ SnCl₂＋H₂O      | SnO＋4NaOH＋H₂O ↔ Na₄Sn(OH)₆ |
| 一氧化鉛         | PbO＋2H⁺ → Pb²⁺ + H2O       | PbO＋2NaOH＋H₂O → Na₂Pb(OH)₄ |

## 参阅
- 两性离子
- 等电点